# ألان برازيل
ألان برازيل (بالإنجليزية: Alan Brazil)‏ (15 يونيو 1959 في المملكة المتحدة - ) هو لاعب كرة قدم بريطاني في مركز الهجوم، شارك في كأس العالم 1982. وشارك مع منتخب اسكتلندا تحت 21 سنة لكرة القدم ومنتخب اسكتلندا لكرة القدم. أما مع النوادي، فقد لعب مع إيبسويتش تاون وتوتنهام هوتسبير وكوفنتري سيتي وكوينز بارك رينجرز ومانشستر يونايتد ووولونغونغ وديترويت إكسبرس ‏ ونادي تشيلمسفورد ونادي بادن ‏ وWitham Town F.C. ‏ وStambridge United F.C. ‏.

## وصلات خارجية
- ألان برازيل على موقع قاعدة بيانات كرة القدم.إي يو (الإنجليزية)
- ألان برازيل على موقع ناشيونال فوتبول تيمز (الإنجليزية)
- ألان برازيل على موقع عالم كرة القدم.نت (الإنجليزية)